# Jordbävning
En jordbävning, även kallat jordskalv, innebär att marken skakar och rör sig på grund av plötsligt utlösta rörelser i jordskorpan eller övre delen av manteln, den så kallade litosfären. Skakningarna kan orsaka svåra skador på byggnader, och om jordbävningen inträffar under havet kan en flodvåg, tsunami, utlösas och färdas långa sträckor och orsaka stor förödelse när den når land. En jordbävning kan hålla på från några få sekunder till 10 minuter.

## Orsaker

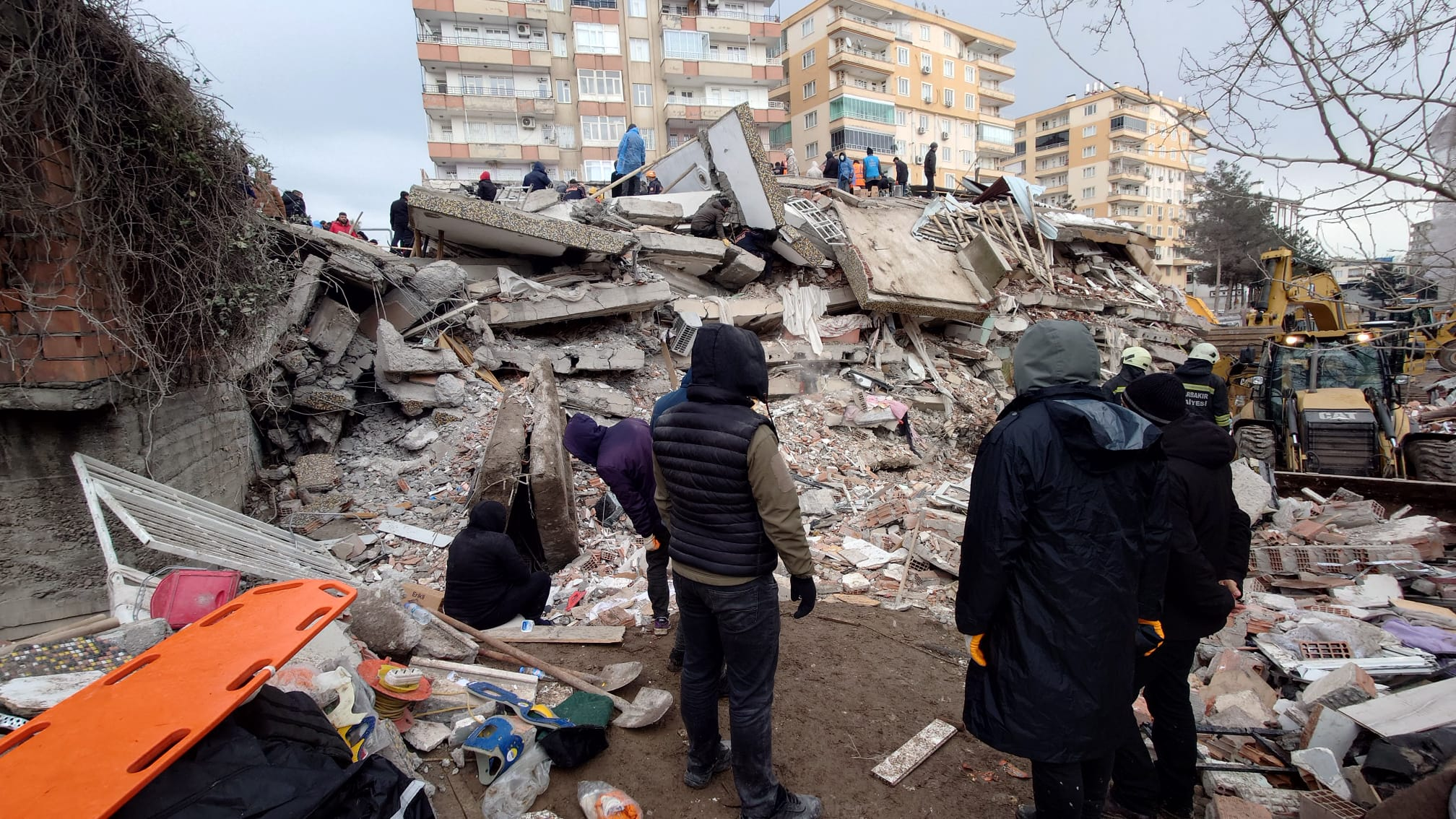
Skadade byggnader i Diyarbakır efter Jordbävningarna i Turkiet 2023.

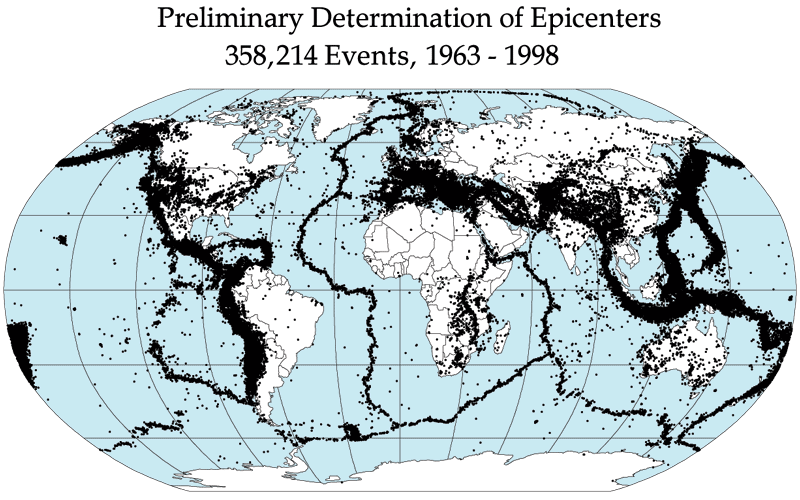
Karta över jorden med epicentra för jordbävningar 1963–1998 markerade med punkter

Jordbävningar uppkommer när de spänningar utlöses som byggts upp på grund av rörelser i jordskorpan eller övre manteln. Stora mängder energi frigörs och sprids i form av seismiska vågor genom jorden. Det är dessa vågor som orsakar den skakning som känns vid en jordbävning. Jordbävningar kan uppstå under flera olika förutsättningar. De områden i världen som är mest jordbävningsdrabbade ligger vid eller nära gränserna mellan de olika tektoniska plattorna som bygger upp jordskorpan. Jordbävningar förekommer också i samband med vulkanutbrott och landhöjning. Även kärnvapenprov under jord utlöser mindre jordbävningar.
Orsaken till att de flesta och kraftigaste jordbävningarna registreras nära gränsen mellan de tektoniska plattorna är att de största spänningarna byggs upp i dessa zoner. Vid plattgränserna återfinns också de allra flesta av jordens vulkaner.

Stora jordbävningar följs alltid av en lång rad efterskalv som kan hålla på i månader och uppgå till åtskilliga tusental. I samband med de allra kraftigaste jordbävningarna kan det i sällsynta fall förekomma enorma efterskalv som är nästan lika kraftiga som huvudskalvet. Ibland föregås det stora skalvet av många förskalv. Detta kan också bero på kollisionszoner som gör så att plattor krockar.

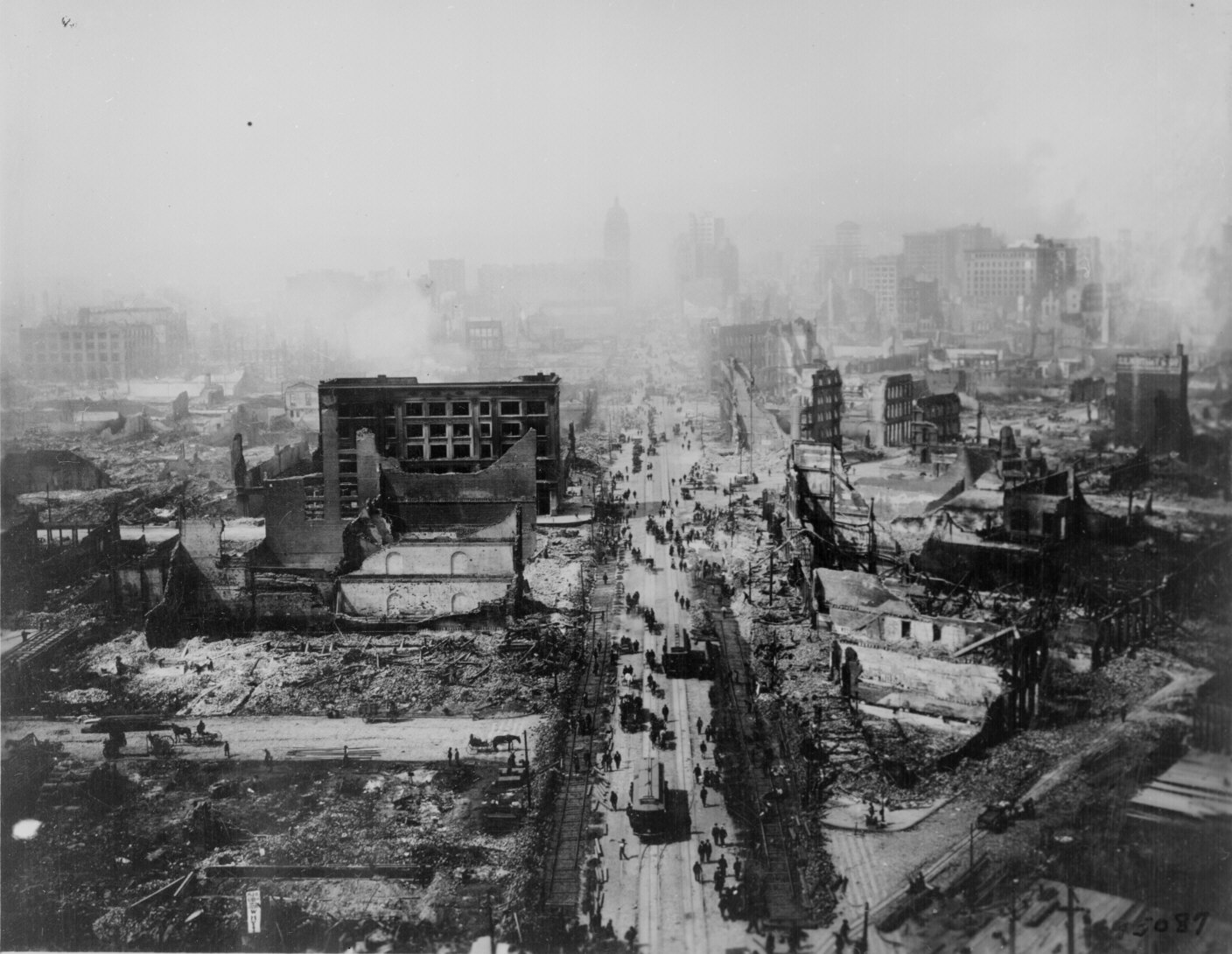
Foto taget efter jordbävningskatastrofen i San Francisco 1906

## Förekomst och typer
Om man studerar en seismisk karta över hela världen framgår det att det finns två stora regioner i världen där över 90 procent av alla jordbävningar inträffar:
- Den ena är den så kallade eldringen som omger hela Stilla havet (bortsett från Antarktisregionen) inklusive de östra indonesiska öarna. Här registreras drygt 75 procent av alla jordbävningar.
- Den andra zonen sträcker sig längs Alpiderna, det alpina bergskedjebältet från Kanarieöarna i väst, in över Nordafrika, Medelhavsområdet och vidare bort genom Mellanöstern till norra Indien, Himalaya och ner till Java.

Jordbävningar orsakar ofta förkastningar i jordskorpan. En av de mest kända är kanske San Andreasförkastningen som löper från norra till södra Kalifornien, en sträcka som är mer än 1 000 kilometer. Förkastningen har ett djup på mer än 15 kilometer. San Andreasförkastningen är skarven mellan Stillahavsplattan, som huvudsakligen består av Stilla havets botten med tillägget Kaliforniens kustområde. Ett stort antal mindre förkastningar grenar ut sig från huvudlinjen och bildar San Andreas förkastningszon. Stillahavsplattan förflyttar sig i nordvästlig riktning med en hastighet av cirka 5 centimeter per år och gnider mot den nordamerikanska plattan.
I den här zonen sker förflyttningen med en "krypande" rörelse, vilket åstadkommer ett stort antal mycket små och för människan omärkliga skakningar men även ett antal någorlunda stora jordstötar (som är märkbara för människan). Seismologer beräknar att sannolikheten är ungefär 2/3 för att en stor jordbävning (större än 6,7 på Richterskalan) ska inträffa senast 2032 i området runt San Francisco, som ligger omedelbart intill San Andreasförkastningen.
På andra ställen på jorden är inte rörelsen konstant krypande, utan där byggs spänningen upp under en tidsperiod av kanske hundratals år för att plötsligt utlösas och då åstadkomma jättelika jordbävningar (av seismologer kallade mega-thrust-jordbävningar) som den med den hittills högsta uppmätta magnituden på Richterskalan, nämligen jordbävningen den 22 maj 1960 i Chile, som uppmättes till 9,5. Jordbävningen i Indiska oceanen 2004 rapporterades ha magnitud 9,0 och klassificerades därmed som en mega-thrust-jordbävning. Senare undersökningar visade att skalvet var ännu kraftigare än vad som först angavs, numer beräknas magnituden till 9,15–9,3. Den övre gränsen skulle göra den till den näst kraftigaste jordbävningen som någonsin registrerats.
Troligen skulle dock skalv orsakat av till exempel ett jättelikt komet- eller asteroidnedslag (som det i Mexiko för 65 miljoner år sedan när dinosaurierna och många andra djurgrupper försvann) kunna nå en styrka över magnitud 10. Även jordbävning i samband med utbrott från en så kallad "supervulkan" skulle kanske kunna nå styrka över 10. Sådana monsterutbrott är mycket sällsynta – det senaste kända inträffade på Sumatra för cirka 70 000 år sedan. En jordbävning med styrka över 12 skulle vara så våldsam att jordklotet skulle slitas i stycken.

## Skalor
Vid klassificering av jordbävningar finns det flera olika skalor.

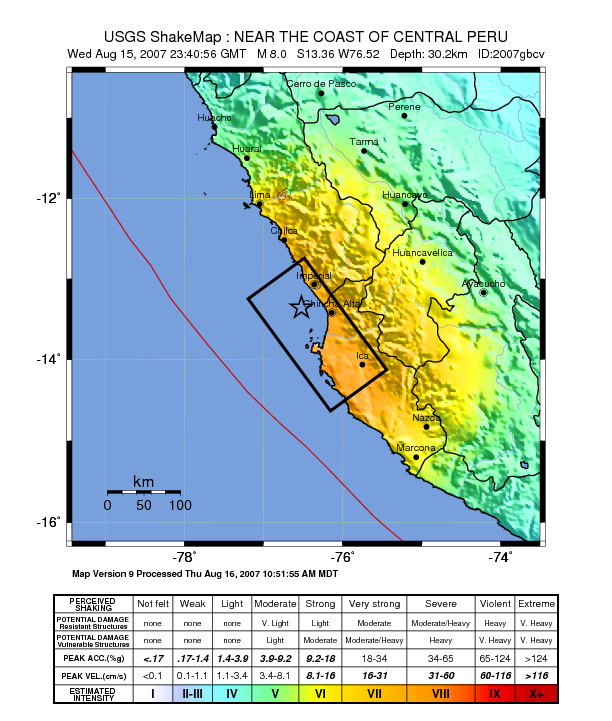
En karta över intensiteten i markskakningarna under jordbävningen i Peru 2007. Magnituden var 8, men intensiteten varierar beroende på avstånd från epicentrum, berggrundens beskaffenhet, etc.

### Richterskalan
Richterskalan används av seismologer för att mäta styrkan på jordbävningen, det vill säga hur mycket energi som frigörs. Skalan är exponentiell, där en ökning med 1 steg motsvarar 32 gånger större energimängd och 10 gånger större markrörelse. En jordbävning med styrka 6,0 är således cirka 1 000 gånger kraftigare (32· 32) och med 100 gånger större rörelser än ett skalv med styrka 4,0. Den frigjorda energimängden i jättejordbävningen i Chile 1960 motsvarade styrkan i miljontals Hiroshima-bomber. Troligtvis kan "vanliga" jordbävningar inte bli mycket kraftigare än den i Chile.

### Momentmagnitudskalan
Momentmagnitudskalan är en modernare skala, och som i regel används i Sverige i dag. Magnitudmåttet förkortas MW. Måtten blir ofta snarlika dem enligt Richterskalan.

### Mercalliskalan
Mercalliskalan mäter inte den utlösta energimängden utan skalvets intensitet utifrån de skador den orsakar på människor, djur och byggnader. Mercalliskalan har 12 steg. Jordbävningar i steg 1 registreras bara av seismografer och 12 innebär total förödelse med stora marksprickor och ändringar i landskapet. Jordbävningen i Indiska oceanen 2004 hade intensitet 12.

### Shindoskalan
Shindoskalan är en japansk skala som, liksom Mercalliskalan mäter skalvets styrka vid en viss plats på jordytan. Skalan används även på Taiwan.

## Vågrörelser

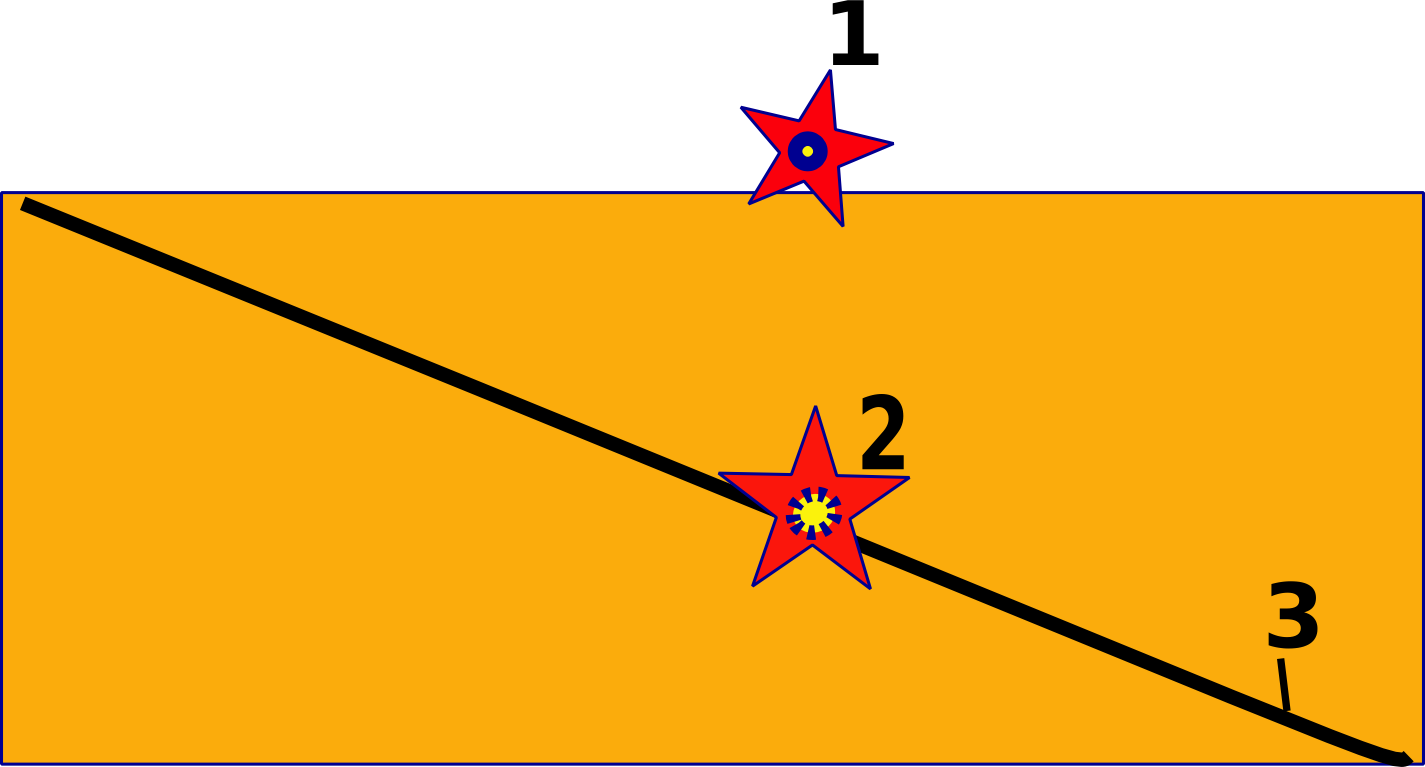
En jordbävning med fokus i (2) och därmed ett epicenter i (1) inträffar längs en förkastning (3).

Jordbävningens centrum brukar benämnas epicentrum. Epicentrum är den punkt på jordytan som befinner sig rakt över jordbävningens fokus även kallat hypocentrum, den punkt djupt ner i marken där skalvet utlöses.
Jordbävningar består både av longitudinella (förtätningar och förtunningar) och av transversella vågor (dyningar), varav den sistnämnda varianten ger de flesta skadorna på såväl landskap som bebodda områden. De longitudinella vågorna brukar kallas primärvågor och de transversella sekundärvågor. Primärvågorna fortplantar sig i omkring 6–7 kilometer i sekunden medan sekundärvågorna rör sig i 3–4 kilometer per sekund. Denna skillnad gör att seismometrar kan känna av primärvågorna och hinna varna innan sekundärvågorna kommer. Ju större avstånd från epicentrum desto längre förvarning kan man alltså få.

## Skadeverkningar
Runt om i världen registreras varje år flera miljoner seismiska störningar, det vill säga jordbävningar. Merparten av dem är emellertid så svaga att de bara registreras med seismografer. För att människor ska känna av dem ordentligt krävs att skalvet har en styrka på Richterskalan som åtminstone överstiger 3,0. För att omfattande skador ska ske krävs i regel värden på åtminstone över 6,0. Riktigt kraftiga skalv med styrka på minst 8,0 förekommer endast en eller ett par gånger per år. Mega-thrust jordbävningar med magnitud uppemot 9,0 eller ännu mer förekommer i genomsnitt bara en gång på 20 år. 
Om stora jordbävningar (över 7,0 på Richterskalan) inträffar i tätbefolkade områden blir följderna ofta katastrofala. En kraftig jordbävning har potential att jämna mångmiljonstäder med marken och kräva otaliga människoliv. Bara senaste seklet har miljontals människor dödats i samband med jordbävningar. Det är emellertid inte skalvet i sig som dödar utan sekundära effekter – sammanstörtade hus, broar med mera, jordskred, dammbrott, eldsvådor etcetera. Även en kraftig jordbävning under havet, så kallad havsbävning, långt från bebyggelse kan orsaka jättekatastrofer när väldiga tsunamier bildas vilket senast visades i samband med jordbävningen i Indiska oceanen 2004. Nästan samtliga av beräknade 250 000–300 000 drabbade dödades av tsunamin.
Förutom jordbävningens styrka spelar flera faktorer in på hur stor skada skalvet orsakar. Bland dem spelar framförallt byggnadskonstruktionernas utformning, och de lokala geologiska förhållandena stor roll. En husbyggnads form har stor betydelse, exempelvis är en L-formad byggnad mer utsatt än ett punkthus. Bärverk som inte ligger vid ytterfasaden utan indraget i byggnaden är ogynnsamt. Ju grundare epicentrum är beläget desto större är förstörelsepotentialen.
När det gäller byggnadskonstruktionerna visar det sig ofta att det inte nödvändigtvis är de kraftigaste jordbävningarna som dödar flest människor eller orsakar störst materiella skador. I u-länderna (varav många ofta drabbas av kraftiga skalv) är byggnadskonstruktionerna ofta bristfälliga. Till exempel blev staden Bam i Iran med omgivningar totalförstörd 2003 av en jordbävning som mätte 6,6 på Richterskalan och minst 27 000 människor omkom. En jordbävning av ungefär samma styrka i nordvästra USA samma år dödade bara ett tiotal människor och de materiella skadorna var inte i närheten av de i Bam.
För byggnadskonstruktioner säger magnituden på Richterskalan väldigt lite om vilka krafter byggnader utsätts för, för dessa mätningar lämpar sig shindo- eller Mercalliskalan bättre. Krafterna är beroende av jordbävningens djup, avstånd till jordbävningen, lokala geologiska förhållanden med mera. För dimensionering av hus, dammar och andra byggnadskonstruktioner används den horisontella G-kraften. Denna bestäms vanligen genom mätningar på plats. Ett område som kan utsättas för stora G-krafter vid relativt måttliga jordbävningar är Mexico City.
Det är ovanligt att underjordsfaciliteter, såsom tunnlar, gruvor och tunnelbanor tar skada av jordbävningar.

## Effekter av jordbävningar

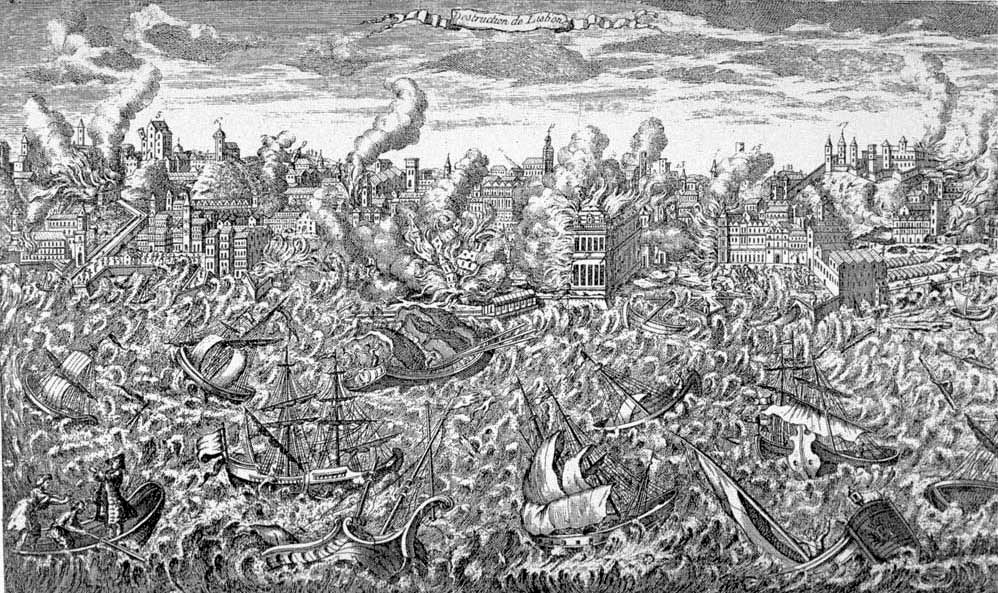
Kopparstick som illustrerar Lissabon brinnande och i ruiner efter Jordbävningen i Lissabon 1755. En tsunami sköljer över skeppen i hamnen.

Det finns många olika effekter av jordbävningar, nedan beskrivs ett antal.

### Skakningar och bristningar i marken
Skakningar och bristningar i marken är de huvudsakliga effekterna av en jordbävning, och resulterar i mer eller mindre omfattande skador på byggnader och andra konstruktioner. Storleken på lokala skador beror på den komplexa samverkan mellan jordbävningens magnitud, avståndet från epicentrum, och lokala geologiska och geomorfologiska förhållanden som kan förstärka eller reducera vågpropagering.
Specifika lokala geologiska, geomorfologiska och geostrukturella egenskaper kan leda till omfattande skakningar på markytan. Detta kan ske även om jordbävningen i sig har låg intensitet på skakningarna. Detta fenomen kallas lokal förstärkning och beror huvudsakligen på att de seismiska rörelserna överförs från djupt liggande, hård jord till ytliggande lös jord och att geometrin på avlagringarna kan fokusera den seismiska energin.
Bristningar i marken är synliga brott och förskjutningar på jordytan längs en förkastning. Dessa förskjutningar kan vara i storleksordningen flera meter vid stora jordbävningar. Bristningar i marken är en stor risk för konstruktioner som dammar, broar och kärnkraftverk. Därför behövs noggrann kartläggning av befintliga förkastningar i marken i jordbävningsdrabbade områden innan sådana känsliga byggnadsverk reses.

### Jordskred och laviner
Jordskred är en stor geologisk risk eftersom de kan inträffa varsomhelst i världen. Allvarliga stormar, jordbävningar, vulkanism, vågerosion och skogsbränder kan försvaga slänter och utlösa jordskred. Jordskred kan vara farliga för räddningspersonal efter att de inträffat

### Bränder

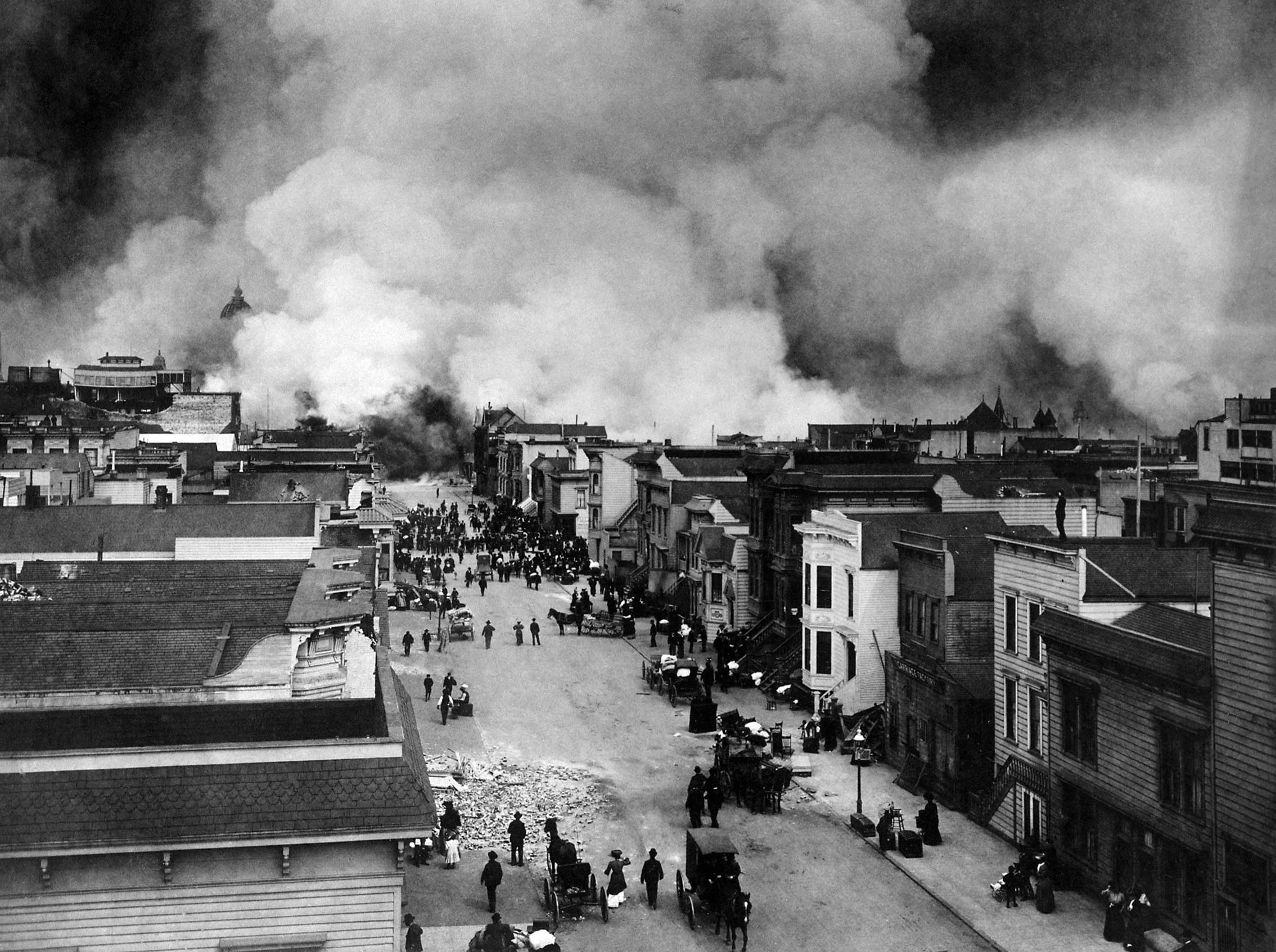
Bränder vid Jordbävningen i San Francisco 1906

Bränder kan uppstå efter en jordbävning genom skador på elnätet eller gasledningar. Vattenledningar kan skadas eller brytas på samma sätt som gasledningar, vilket försvårar släckningsarbetet. Vid jordbävningen i San Francisco 1906 dog fler människor av de efterföljande bränderna än av själva jordbävningen. Jordbävningen i San Francisco medförde den största urbana storbrand som inträffat dittills i historien, och som efteråt i fredstid endast överträffats i storlek av bränderna efter Kantojordbävningen 1923.
Majoriteten av dem som dör i jordbävningskatastrofer gör det i bränderna som uppkommer.

### Jordlikvifaktion
Likvifikation inträffar när vattenmättat kornigt material, såsom sand tillfälligt förlorar sin hållfasthet och går från fast till flytande form. Sådan förvätskning utlöses av vibrationer. Likvifikation kan få styva konstruktioner som byggnader eller broar att börja luta, eller sjunka ned i den förvätskade avlagringen. Detta kan vara en förödande biverkning av jordbävningar. Vid Långfredagsskalvet i Alaska 1964 sjönk många byggnader ned i jorden på grund av jordlikvifikation och jordskred och kollapsade så småningom.

### Tsunami

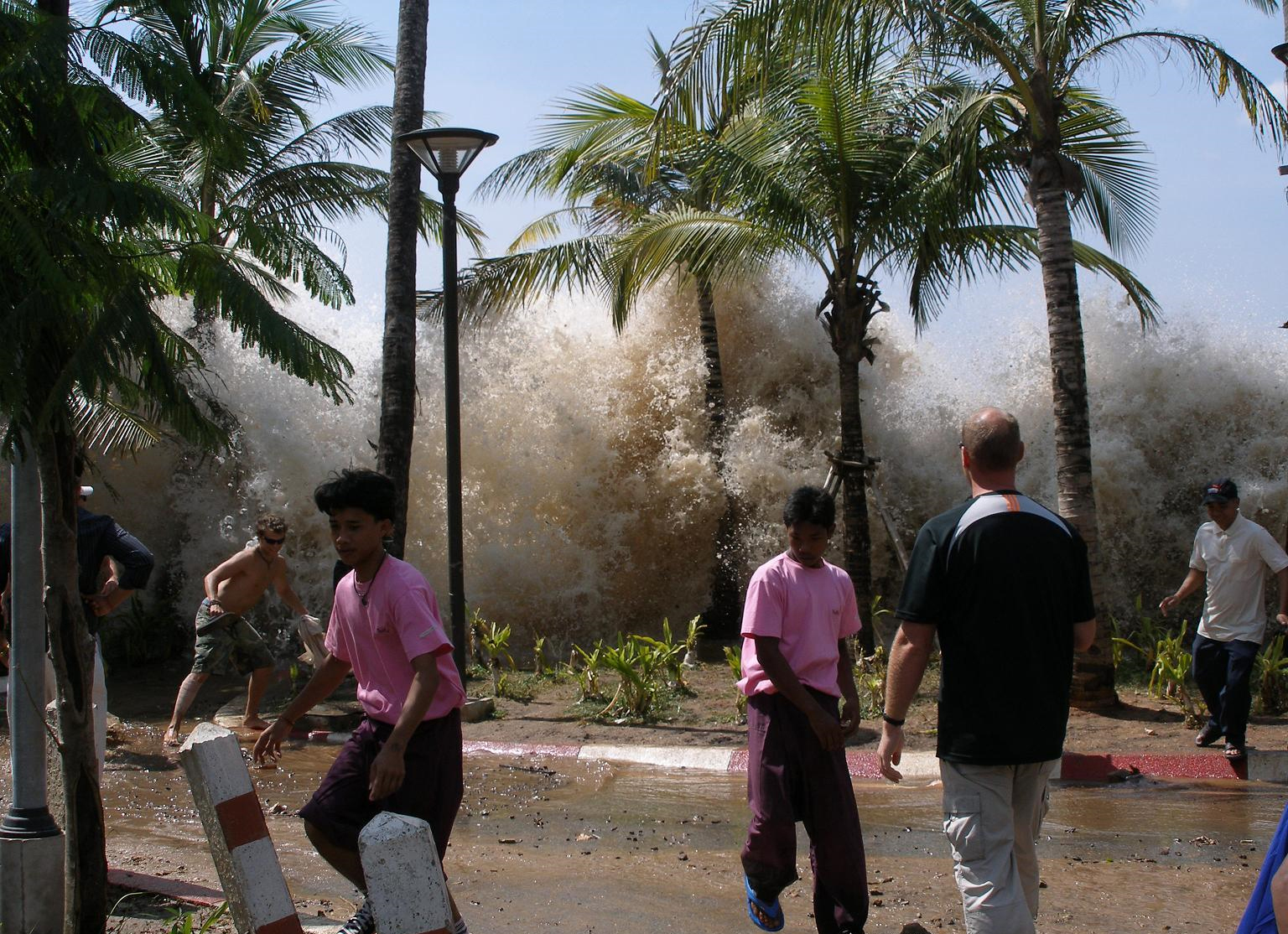
Tsunami vid Jordbävningen i indiska oceanen 2004

Tsunamier är havsvågor med mycket lång våglängd som uppstår när en stor volym vatten plötsligt bringas i rörelse. På öppet hav kan avståndet mellan vågtoppar vara över 100 kilometer, och perioden kan variera mellan 5 minuter och upp till en timme. Tsunamier med sådan karaktäristik kan färdas med en hastighet på 600–800 km/h, beroende på vattendjup. Stora vågor som bildas vid en jordbävning eller ett jordskred under vatten kan överspola närliggande kustområden inom några minuter. Tsunamier kan också färdas hundratals mil över öppet hav och ödelägga kustområden flera timmar efter jordrörelsen som utlöste tsunamin.
Vanligen utlöser jordbävningar vid subduktionszoner ingen tsunami om de har magnitud lägre än 7,5 på Richterskalan.

### Översvämningar

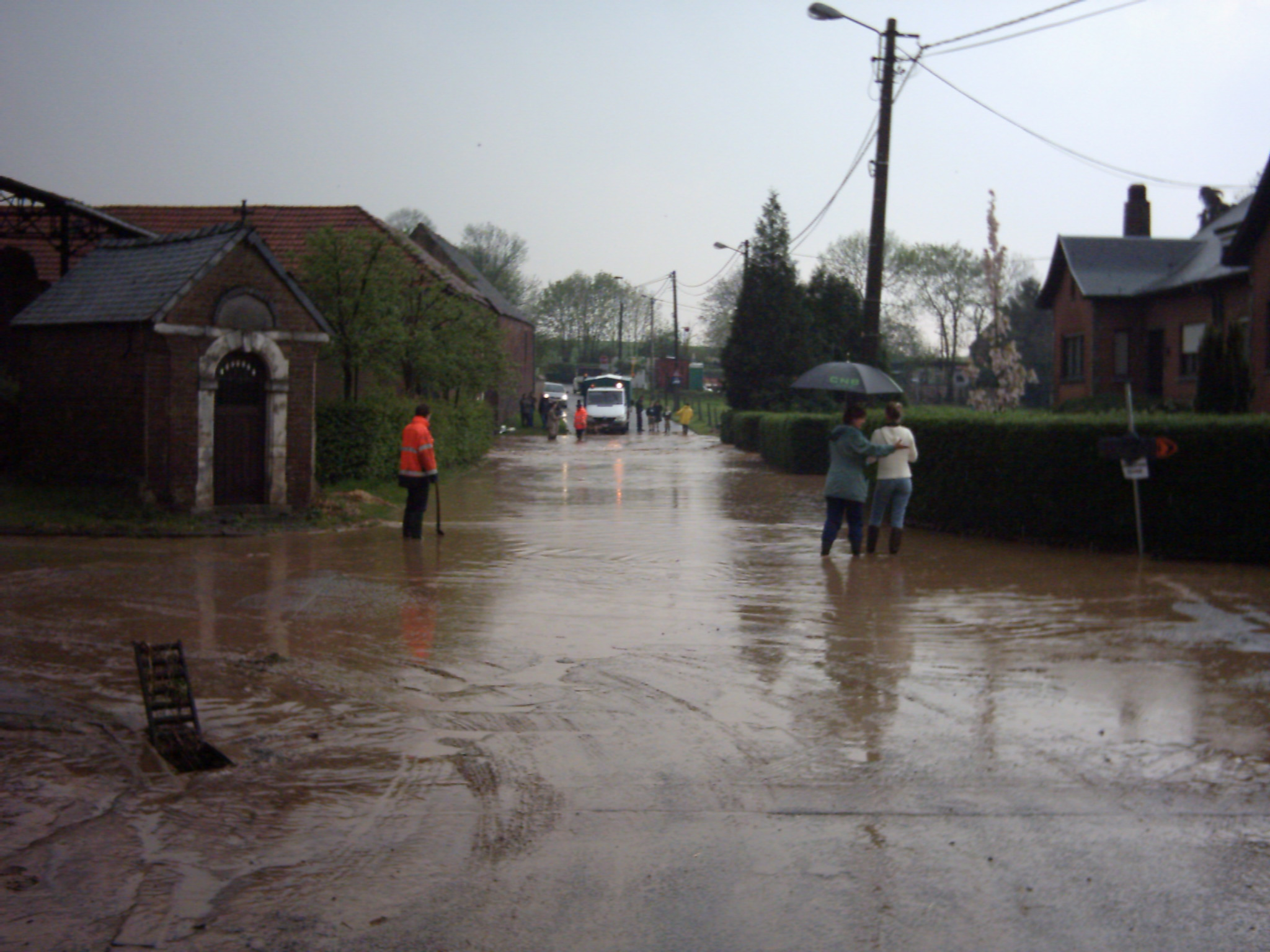
Översvämning i Chaumont-Gistoux, Belgien, 5 maj 2006.

En översvämning är ett överskottsflöde av vatten som når land. Översvämningar beror vanligen på att volymen vatten i ett vattendrag som en sjö eller flod, överskrider kapaciteten för vattendraget. Detta tvingar en del av vattenmängden att ta närliggande låga landområden i anspråk. Översvämningar kan även vara biverkningar av jordbävningar, om dammar uppströms skadas. Jordbävningar kan också orsaka jordskred som fördämmer flodfåror, som kan orsaka översvämningar uppströms raset, men även nedströms när rasmassorna spolats bort och floden återtar sin fåra.
I sjön Sarez i Tadzjikistan bildades 1911 en damm av en jordbävning med en magnitud på 6,5–7,0. Om denna damm skulle rasa i ett nytt jordskalv skulle omkring 5 miljoner människor bli hemlösa i översvämningar nedströms.

### Effekter på människan
Jordbävningar kan resultera i sjukdomar, avsaknad av grundläggande nödvändigheter, förlorade människoliv, högre försäkringspremier, skada på byggnader, vägar och broar, antingen i form av kollaps eller försvagning. Jordbävningars skador på vägnät påverkar negativt olika aktiviteter såsom eldbekämpning och gods- och materialtransporter för nödhjälp i en jordbävningskatastrof. Jordbävningar kan även föregå vulkanutbrott, som kan innebära ytterligare problem, till exempel betydligt sämre skörd, något som var fallet Året utan sommar, 1816.
Även om ekonomiska förluster och antalet döda på grund av jordbävningar har ökat med tiden, minskar procentuellt antalet omkomna i jordbävningar om man räknar med befolkningsökningen. Ökningarna beror inte på att jordbävningarna blivit fler eller kraftigare, utan på urbaniseringen.

## Jordbävningar i olika områden

### Jordbävningar i Japan

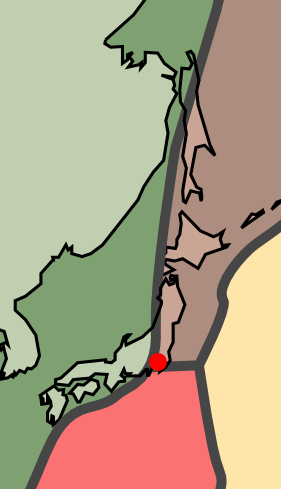
Tektoniska plattor under Japan, med Tokyo markerat med en röd prick.

Japan ligger längs gränsen mellan flera tektoniska plattor och alltså i ett väldigt jordbävningsbenäget område. Under Tokyo sammanstrålar 3 st. plattor. Jordbävningar som drabbat landet är bland annat stora Kanto-jordbävningen 1923, jordbävningen i Kobe 1995 och Jordbävningen vid Tōhoku 2011 som uppmättes till 9,0 på richterskalan. Efterföljande effekter blev en tsunami samt haveri av kärnkraftverk.

### Jordbävningar i Norden
Norden (Island undantaget) är beläget långt från gränsen mellan olika kontinentalplattor där de stora skalven inträffar. Jordbävningar förekommer dock (dussintals varje år) även om merparten av dem är så svaga att de endast registreras av seismografer. De flesta skalven i Sverige orsakas av den landhöjning som fortfarande pågår efter senaste istiden. 
Island ligger i en mittoceanrygg mellan den Nordamerikanska och den Eurasiska kontinentalplattan och har därför ofta jordbävningar. Då jordskorpan är betydligt tunnare på Island än på äldre landområden blir spänningsuppbyggnaden inte så stor innan ett skalv utlöses. Det innebär att skalv överskridande magnituden 6,5 sällan förekommer.
I Sverige inträffar cirka ett skalv per år med en magnitud över 3,0 och cirka tio stycken har en magnitud 2,0–3,0.
Det största historiska kända skalvet i Norden inträffade i slutet av 1700-talet vid svensk-norska gränsen i närheten av Bodø. Skalvet, som även kändes i Stockholm, har på basis av historiska uppgifter skattats till en magnitud på cirka 6,0–6,5. Kosteröskalvet/Oslofjordskalvet 1904 var det största i Sverige under 1900-talet, med en magnitud mellan 5,4 och 6. Det kraftigaste skalvet som någonsin registrerats i Norden, det så kallade Svalbardskalvet, inträffade 2008 och uppskattas till 6,2 på Richterskalan.
Bland övriga skalv i Norden kan nämnas:
- Den 22 december 1759 inträffade ett skalv i Kattegatt, som uppskattats vara likställt med Oslofjordskalvet i magnitud.[21] Det registrerades i kyrkoboken[a] av prästen i Säby, Jönköpings län.[22]
- Den 15 juni 1985 var det ett skalv med epicentrum utanför Halmstad som mätte 4,6 på Richterskalan, det högsta sedan skalvet 1904.[23][24] Den 14 juli 1986 drabbades Sydsverige av ett skalv som mätte magnitud 4,5 (enligt annan uppgift 4 - 4,5[24]) och hade sitt epicentrum i trakten av Skövde.[25]
- Den 16 december 2008 klockan 06.20 utsattes södra Sverige för ett skalv som uppmättes till momentmagnitud 4,3. Skalvet inträffade i närheten av den så kallade Tornquistzonen och hade sitt epicentrum 1 km nordväst om Blentarp och på cirka 12 km djup.[26] Skalvet kändes i hela Skåne, en bit upp i Småland, i hela Blekinge och Halland, och även på Själland och Bornholm.[27] Skalvet skall även ha känts i Östergötland.[28]
- Den 22 juli 2009 inträffade en jordbävning med epicentret 11 km ner i marken under Kalix. Detta skalv uppmättes till 3,1 och kändes enligt uppgift från boende i området som att ett plan flög på alldeles för låg höjd.
- Vid 20-tiden den 15 juni 2010 inträffade ett skalv som hade sitt epicentrum utanför Västerbottens kust 30 km under marken. Skalvet uppmättes till 3,6 på Richterskalan.
- 29 november 2010 runt 18-tiden inträffade ett magnitud 2,5–3,0 jordskalv i Härnösand med epicentrum 20 km öster om Härnösand.[29]
- Den 6 augusti 2012 inträffade ett jordskalv som hade sitt epicentrum i Kattegatt i höjd med Halmstad. Det uppmättes till 4,4 på Richterskalan och kändes bland annat i Ängelholm, Halmstad, Falkenberg och Ullared.[30]
- 15 september 2014 inträffade en jordbävning i Bollnäs, Gävleborgs län, 14km under ytan. Den uppmättes till 4,7 på Richterskalan och kändes enligt seismolog hela vägen borta i Tallinn, Estland (600km+).[31][32]

Andra större skalv i Sverige är i Solberg i Ångermanland 1983 magnitud 4–4,5 och Vilhelmina 1993 magnitud 4. Jordskalvet i Kaliningrad 2004 magnitud 5,3 kändes i Sydsverige.

## Högriskområden för framtida storskalv
Cirka 3 miljarder människor lever i områden som riskerar att drabbas av kraftiga jordbävningar. Risken för framtida jättekatastrofer med i värsta fall miljontals dödsoffer ökar då städerna i framförallt u-länderna växer explosionsartat. Bland jättestäder i fattigare områden som löper stor risk att drabbas av mycket kraftiga skalv (minst 8,0) kan nämnas Teheran, Delhi, Lahore, Mexico City, Jakarta, Bombay, Manila och Lima.
Kina har historiskt sett drabbats av fler svåra jordbävningskatastrofer än något annat land och kommer säkerligen att drabbas igen. Bara under 12 år (1920 till 1932) omkom nästan en halv miljon kineser i samband med jordbävningar och 1976 omkom minst 240 000, kanske så många som 750 000 när miljonstaden Tangshan totalförstördes. Så pass sent som 1976 bodde fortfarande många fler på landsbygden än vad fallet är i dagens Kina. Seismologer gör dock bedömningen att även om risken är långt från försumbar för jättestäder som Peking, Shanghai, Chongqing med flera, är den inte lika stor som för de ovan nämnda städerna.
Även megastäder (med minst 10 miljoner invånare) i den rika delen av världen ligger i högriskområden, till exempel Tokyo, Osaka och Los Angeles. Bland andra flermiljonstäder i i-länder kan nämnas San Francisco, Neapel, Nagoya och Aten. Flertalet av dem har tidigare drabbats av mycket svåra jordbävningar och kommer förr eller senare göra det igen.
Strax utanför USA:s nordvästra kust till Stilla havet finns en subduktionszon där Stilla havsplattan tvingas in under den Nordamerikanska plattan och sjunker ner mot manteln. Seismologer är övertygade om att det bara är en tidsfråga innan området drabbas av en jordbävning av samma styrka som jordbävningen i Indiska oceanen 2004 eller ännu kraftigare. Skalvet skulle troligtvis orsaka en upp till 30 meter hög tsunami som skulle orsaka stor förödelse utmed hela kusten från norra Kalifornien till Vancouver i sydligaste Kanada. Andra högriskområden för framtida tsunamier är Indiska oceanen (särskilt en drygt 100 mil lång sträcka söder om epicentret för skalvet 26 december 2004), övriga Stillahavsregionen och östra Medelhavsområdet.

## Jordskalvsvarningar
Flera lovande metoder för förutsägelse av jordskalv finns idag. Då det saknas institutioner som har detta som sitt ansvar, begränsas idag insatserna vanligen till att på forskningsinstitutioner i efterhand försöka se vad som föregick jordbävningarna.
Små förskalv, så kallade mikroskalv som uppträder vid epicentrum innan ett större skalv, har visat sig ofta föregå större skalv. Exempelvis kunde två skalv på södra Island i juni 2000 förutsägas på detta sätt med en spänningsanalysmetod utvecklad av FOA. Före det andra skalvet (magnitud 6,5) varnades civilförsvaret 8 timmar innan. Alla skalv på Island med magnitud >5 under perioden 1990–2005 har visat sig föregås av mikroskalv, och risken för falska alarm har visat sig vara liten. Svärmar av mikroskalv uppträder under åren före större skalv vid dess epicentrum, aktiviteten ökar under åren, förskalv sker sista dygnet eller dygnen med låga b-värden enligt Gutenbergs storleksfördelning och b-värdesminskningar. Ett problem är att flertalet seismografer har för låg detektionsgräns för att kunna registrera dessa skalv, (magnitud <1). Även det stora skalvet i Indonesien annandag jul 2004 föregicks av mikroskalv.
Elektromagnetiska fenomen kan uppträda under någon vecka, dagar, eller timmar innan en jordbävning. Exempelvis föregicks den stora jordbävningen i Kobe 1995 av ljussken ett antal timmar före. I Kalifornien har även lågfrekventa elektromagnetiska störningar uppmärksammats innan skalv. I USA planeras en kontinuerlig elektromagnetisk övervakning med hjälp av satelliter.
Deformationsmätning i rörelsezoner är också en metod som används.

## Stora jordbävningskatastrofer
Jordbävningen i Indiska oceanen 2004 och de tsunamier som den orsakade är en av de svåraste naturkatastrofer som drabbat världen det senaste seklet och en av de allra värsta jordbävningskatastroferna senaste 1 000 åren. De tsunamier som jordbävningen gav upphov till är de värsta man känner till i fråga om antalet dödsoffer och materiell förödelse.
Det allra värsta jordskalvet som man har någorlunda säkra uppgifter om (i fråga om antalet döda människor) drabbade Kina 1556 med cirka 830 000 döda. Följande lista omfattar några av de stora jordbävningskatastrofer man känner till. Siffrorna anger ungefärligt antal döda.
| År   | Datum                | Plats                                               | Magnitud | Antal döda           | Kommentar | referens      |
| ---- | -------------------- | --------------------------------------------------- | -------- | -------------------- | --- | ------------- |
| 856  | december             | Korinth, Grekland                                   |          | 45 000               | minst 45 000 döda | [ 33 ]        |
| 856  | 22 december          | Damghan, Iran                                       |          | 200 000              | | [ 34 ]        |
| 893  | 23 mars              | Ardabil, Iran                                       |          | 150 000              | | [ 34 ]        |
| 1138 | 9 augusti            | Aleppo, Syrien                                      |          | 230 000              | | [ 34 ]        |
| 1201 |                      | Norra Egypten                                       |          | 1 000                | uppgifterna mycket osäkra |               |
| 1268 |                      | Asia Minor, Silicia                                 |          | 60 000               | | [ 34 ]        |
| 1290 | 27 september         | Hebei, Kina                                         |          | 100 000              | | [ 34 ]        |
| 1456 |                      | Neapel, Italien                                     |          | 60 000               | | [ 33 ]        |
| 1556 | 23 januari           | Shaanxi, Kina                                       |          | 830 000              | | [ 34 ]        |
| 1667 | november             | Caucasia, Shemakha                                  |          | 80 000               | | [ 34 ]        |
| 1693 | 11 januari           | Sicilien, Italien                                   | 7,5      | 60 000               | | [ 34 ]        |
| 1727 | 18 november          | Tabriz, Iran                                        |          | 80 000               | | [ 34 ]        |
| 1755 | 1 november           | Lissabon, Portugal                                  | 8,7      | 70 000               | de flesta av tsunamier | [ 34 ]        |
| 1773 | 11 oktober           | Calcutta, Indien                                    |          | 300 000?             | Sannolikt var det ingen jordbävning utan en tropisk cyklon                                                                          | [ 34 ]        |
| 1783 | 4 februari - 28 mars | Kalabrien, Italien                                  |          | 50 000               | | [ 34 ]        |
| 1797 |                      | Quito, Ecuador                                      |          | 40 000               | | [ 33 ]        |
| 1906 | 18 april             | San Francisco i USA                                 | 7,9      | 3 000 +              | skador för 10,5 miljarder | [ 33 ]        |
| 1908 | 28 december          | Messina och Reggio i Italien                        | 7,2      | 72 000               | de flesta av tsunamier | [ 34 ]        |
| 1920 | 16 december          | Gansu, Kina                                         | 7,8      | 200 000              | många av jordskred | [ 34 ]        |
| 1923 | 1 september          | Kanto Tokyo-Yokohama Japan                          | 7,9      | 142 800              | många av bränder | [ 34 ]        |
| 1927 | 22 maj               | Qinghai, Kina                                       | 7,9      | 200 000              | | [ 35 ]        |
| 1948 | 6 oktober            | Turkmenistan                                        | 7,3      | 110 000              | se Jordbävningen i Asjchabad 1948                                                                                                   | [ 34 ]        |
| 1960 | 29 februari          | Agadir                                              | 5,7      | 15 000               | Dödligaste jordbävningen i Marockos historia                                                                                        | [ 36 ]        |
| 1960 | 22 maj               | Valdivia, Chile                                     | 9,5      | 2 000 - 7 000        | Kraftigaste jordbävningen som registrerats någonsin                                                                                 | [ 37 ]        |
| 1970 | 31 maj               | Norra Peru (Chimbote)                               | 7,9      | 70 000               | | [ 34 ]        |
| 1976 | 4 februari           | Centrala Guatemala                                  | 7,5      | 23 000               | | [ 37 ]        |
| 1976 | 27 juli              | Tangshan, Kina                                      | 8,2      | 255 000              | inofficiellt upp till 655 000 | [ 34 ]        |
| 1985 | 3 mars               | Valparaíso-Santiago, Chile                          | 8,0      | 177                  | skador för mer än 1046 miljoner amerikanska dollar                                                                                  | [ 37 ]        |
| 1988 | 7 december           | Spitak, Armenien                                    | 6,8      | 25 000               | | [ 37 ]        |
| 1990 | 20 juni              | Nordvästra Iran                                     | 7,4      | 40 000 - 50 000      | | [ 34 ]        |
| 1995 | 17 januari           | Kobe, Japan                                         | 7,2      | 5 079                | | [ 38 ] [ 39 ] |
| 1999 | 17 augusti           | Izmit, Turkiet                                      | 7,6      | 17 118               | | [ 37 ]        |
| 2003 | 26 december          | Bam, Iran                                           | 6,6      | 31 000               | Omkring ytterligare 30 000 skadades                                                                                                 | [ 37 ]        |
| 2004 | 26 december          | Indiska oceanen (Aceh, Sri Lanka, Thailand, Indien) | 9,1      | 227 898              | nästan alla av de omkomna dödades av tsunamier                                                                                      | [ 34 ]        |
| 2005 | 8 oktober            | Kashmir, norra Pakistan och Indien                  | 7,6      | 86 000               | | [ 34 ]        |
| 2008 | 12 maj               | Sichuan, centrala Kina                              | 7,9      | 87 587               | | [ 34 ]        |
| 2010 | 12 januari           | Haiti                                               | 7,0      | 300 000 (uppskattat) | Haitis myndigheter anger mellan 200 000 och 300 000 döda. Andra uppgifter tyder dock på att möjligen under 100 000 omkom i skalvet. | [ 40 ] [ 41 ] |
| 2010 | 27 februari          | Concepción, Chile                                   | 8,8      | 530                  | Jordbävningen orsakade en tsunami som drabbade stora delar av södra Chile                                                           |               |
| 2011 | 22 februari          | Christchurch, Nya Zeeland                           | 6,3      | <113                 | En jordbävning drabbade staden och skapade större skador än den som inträffade ett halvår innan men var starkare.                   |               |
| 2011 | 11 mars              | Tōhoku, Japan                                       | 9,0      | 15 893               | Utlöste en större tsunami som orsakade stora ekonomiska skador i Japan, samt en allvarlig nukleär olycka.                           | [ 42 ]        |
| 2011 | 23 oktober           | Van, Turkiet                                        | 7,2      | 279                  | |               |
| 2015 | 25 april             | Lamjung, Nepal                                      | 7,9/8,1  | 3 300+               | Utlöste en lavin på Mount Everest som dödade 19 människor.                                                                          |               |
| 2017 | 7 september          | Pijijiapan, Chiapas, Mexiko                         | 8,2      | 98                   | Utlöste en tsunami som var 1,75 m hög.                                                                                              |               |
| 2023 | 6 februari           | Sydöstra Turkiet och nordvästra Syrien              | 7,8      | 50 000+              | | [ 44 ]        |

## Andra allvarliga jordbävningar
- Jordbävningen i San Francisco 1906
- Långfredagsskalvet i Alaska 1964
- Jordbävningen i Irpinia 1980
- Loma Prieta-skalvet 1989

## Skalv på andra himlakroppar
Månskalv är månens motsvarighet till jordens jordskalv. På månen är det betydande skillnader i temperatur mellan det inre och det yttre, vilket är en av orsakerna till månskalv. De månskalv som man har kunnat mäta har blivit mätta av seismografer som sattes upp under apollofärderna, dessa stängdes dock ned 1977.
Skalv förekommer även på planeten Mars och kallas då marsskalv eller marsbävning.

## Jordbävningar i folktro
Enligt gammal japansk folktro levde under Japan en enorm mal, som orsakade jordbävningar när den rörde på sig.
I nordisk mytologi, sades att jordbävningar orsakades av Lokes våldsamma ryckningar. Efter att Loke hade mördat Balder fick han som straff att vara bunden i en grotta med en orm som ovanför hans huvud droppade gift på honom. Lokes hustru Sigyn stod bredvid med en skål för att fånga upp giftet, men varje gång hon var tvungen att tömma skålen droppade giftet i Lokes ansikte och fick honom att vilt rycka undan huvudet, vilket orsakade jordskakningarna.
I grekisk mytologi var det Poseidon som skapade jordbävningar. När han var på dåligt humör slog han sin treudd i marken och orsakade olika katastrofer, däribland jordbävningar. Han använde också jordbävningar som hämnd för att straffa eller sätta rädsla i människor.